# هيبنوسيس

الغلاف الأمامي ل10cc's Deceptive Bends, illustrating a common style of Hipgnosis – an enigmatic scene in high-focus, with dramatic lighting.

كانت هيبنوسيس (بالإنجليزية: Hipgnosis)‏ فريق تصميم فني إنجليزي مقرها في لندن. وتخصصت في إنشاء أعمال فنية لأغلفة الألبوم لموسيقيي الروك والفرق الموسيقية.

## روابط خارجية
- هيبنوسيس على موقع ميوزك برينز (الإنجليزية)
- هيبنوسيس على موقع ديسكوغز (الإنجليزية)